# Sarangi

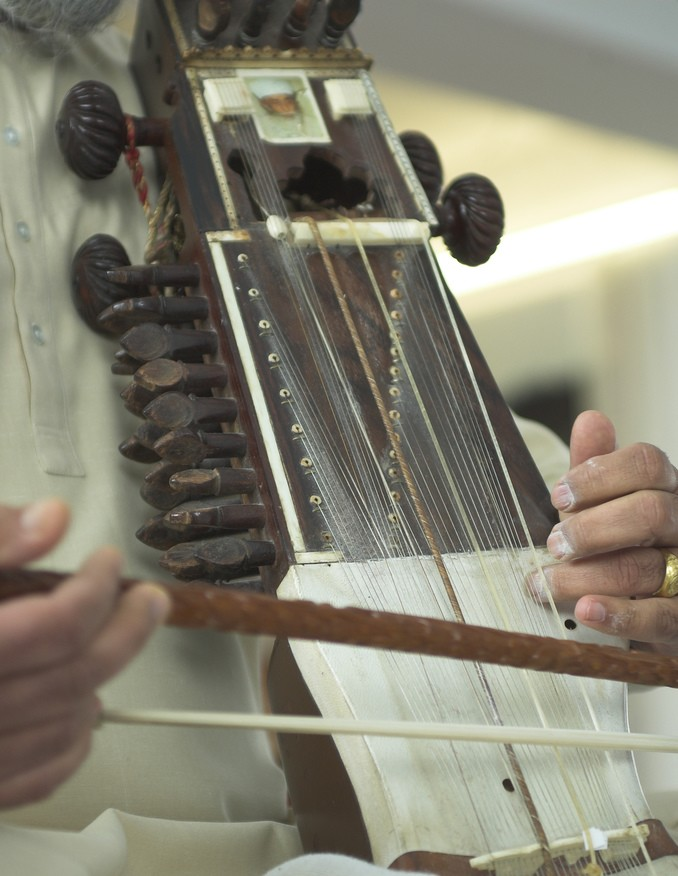
Technika paznokciowa w grze na sarangi

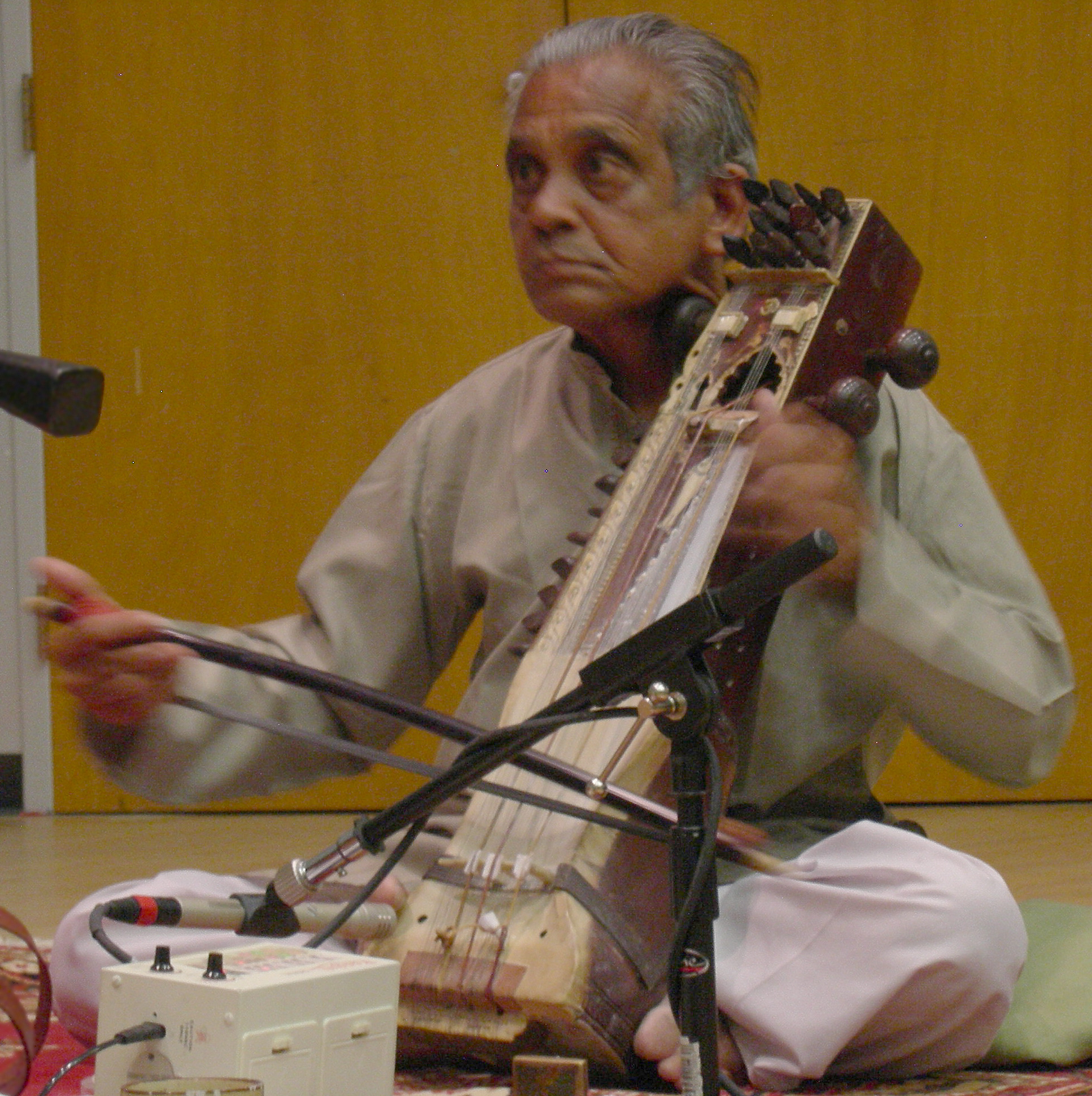
Anant Kunte - sarangi

Sarangi – instrument strunowy wywodzący się z subkontynentu indyjskiego. Składa się z 3 lub 4 strun głównych, wykonanych z kozich jelit, oraz kilkunastu (do kilkudziesięciu) stalowych strun rezonansowych. Sarangi są znane a całym obszarze Indii, Nepalu i Pakistanu, lecz stanowią szczególnie ważny instrument w muzyce hindustańskiej popularnej na północy Półwyspu Indyjskiego. Jest to instrument wykorzystywany głównie w muzyce klasycznej, a także do akompaniamentu tablistom podczas ich solowych występów, bądź aktorom podczas przedstawień tanecznych (Kathak).

## Technika gry
Na sarangi gra się smyczkiem. Ze względu na to, że sarangi nie posiadają progów, a na podstrunnicy umieszczone są struny rezonansowe, stosuje się tzw. technikę paznokciową, wykorzystując skrócenie strun przy przesuwaniu paznokciem lewej ręki wzdłuż strun. Pozwala to na uzyskanie wielu płynnych tonów, z drugiej strony sprawia, że sarangi uchodzą za jeden z najtrudniejszych instrumentów pod względem koniecznych umiejętności technicznych.

## Wątpliwości nazewnicze
W Nepalu pod nazwą sarangi znany jest zupełnie inny instrument smyczkowy zbliżony budową do bengalskiej sarindy. Nie posiada on strun burdonowych, nie stosuje w grze na nim techniki paznokciowej.
W Pendżabie popularna jest nieco mniejsza odmiana tego instrumentu, zwana ćhoti sarangi ("małe sarangi"), natomiast sarangi używane w Kaszmirze są jeszcze mniejsze i mają mniej strun.

## Sarangi w Polsce
Jedną z nielicznych osób w Polsce grających na sarangi jest Maria Pomianowska, która studiowała ten instrument u Pandita Ram Narayana oraz Ustada Sabri Khana.

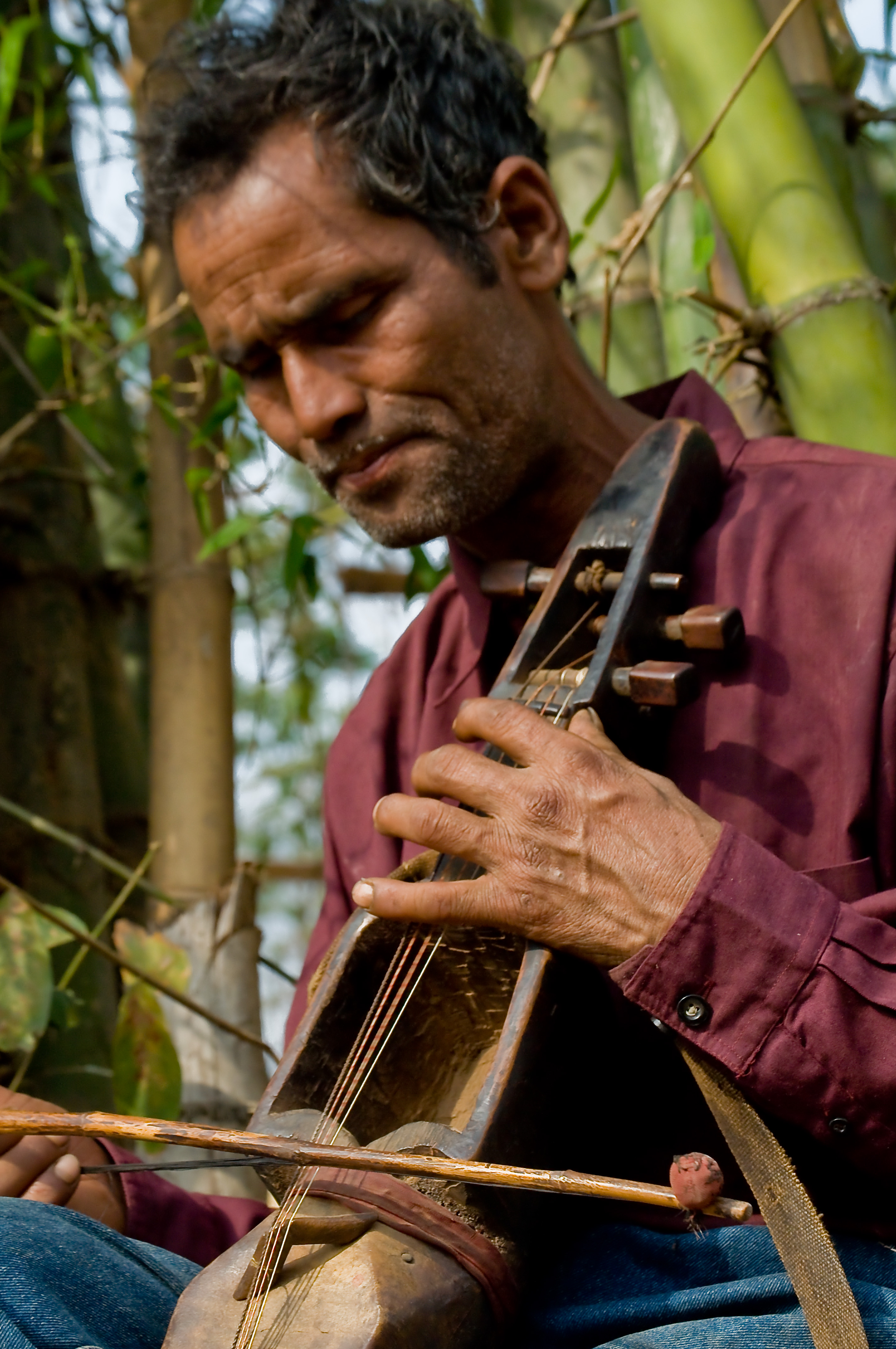
nepalskie sarangi